# Pierwszy rząd Bojka Borisowa
Rząd Bojka Borisowa – gabinet pod kierownictwem Bojka Borisowa, założyciela i nieformalnego lidera partii GERB, powołany i zaprzysiężony 27 lipca 2009 przez prezydenta Bułgarii Georgiego Pyrwanowa. Borisow został desygnowany na stanowisko premiera Republiki Bułgarskiej 16 lipca.
W skład gabinetu wchodziła tylko jedna partia: GERB, który uzyskał najlepszy wynik w wyborach parlamentarnych w 2009 roku. Był to drugi w historii Bułgarii rząd, utworzony przez przedstawicieli tylko jednego ugrupowania (po tymczasowym rządzie Sofijanskiego) oraz drugi nieposiadający oficjalnej większości parlamentarnej (po rządzie Dimitrowa).
Mimo iż nie została zawiązania koalicja rządowa, wszystkie partie prawicowe, które dostały się do parlamentu: Ataka (21 miejsc), Niebieska Koalicja (15) i Porządek, Prawo i Sprawiedliwość (10), zadeklarowały półroczne poparcie dla rządu. Dzięki temu gabinet teoretycznie dysponuje 162 głosami w Zgromadzeniu Narodowym (z 240). Sam GERB wprowadził do parlamentu 116 deputowanych; o pięciu za mało do posiadania większości bezwzględnej.

## Memorandum o politycznym partnerstwie zamiast koalicji rządowej
Jeszcze przed wyborami liderzy GERB-u zapowiedzieli, że jeśli ich partia nie uzyska bezwzględnej większości, to jedynym partnerem, z którym będą rozmawiać o powołaniu wspólnego gabinetu, będzie Niebieska Koalicja, grupa centroprawicowych ugrupowań kierowana przez Martina Dimitrowa (Związek Sił Demokratycznych) oraz byłego premiera Iwana Kostowa (Demokraci na rzecz Silnej Bułgarii). Stanowczo zaprzeczali, że istnieje możliwość utworzenia rządu z socjalistami.
Jednakże w dniu zaprzysiężenia nowego Zgromadzenia Narodowego, 14 lipca, przewodniczący GERB-u i kandydat na stanowisko ministra spraw wewnętrznych Cwetan Cwetanow przyznał, że kierownictwo partii rozważa przedstawienie nowego modelu współpracy parlamentarno-rządowej, opartego na formalnym istnieniu gabinetu mniejszościowego, który popierany będzie przez różne siły w Zgromadzeniu w zależności od spraw, jakimi będzie się zajmować. GERB przygotował projekt memorandum o politycznym partnerstwie. Przedstawił go wszystkim ugrupowaniom, które znalazły się w parlamencie oprócz tych, które w poprzedniej kadencji tworzyły koalicję rządową (Bułgarska Partia Socjalistyczna i Ruch na rzecz Praw i Wolności). Pomysł jest o tyle uzasadniony, że do bezwzględnej większości GERBowi brakowało jedynie pięciu mandatów, a ponadto w nowym Zgromadzeniu znalazły się, oprócz GERB-u, jeszcze trzy partie centroprawicowe (Niebieska Koalicja oraz Porządek, Prawo i Sprawiedliwość) lub skrajnie prawicowe (Ataka); włączając do koalicji rządowej tylko jedną z nich, GERB naraziłby się na odrzucenie przez pozostałe. Gdyby projekt memorandum został zaakceptowany, to rząd Borisowa mógłby teoretycznie liczyć na 162 głosy poparcia, a nie tylko na 131, jakby się stało, gdyby tylko Niebieska Koalicja została zaproszona do współtworzenia gabinetu.
Rozczarowania nie kryli politycy Niebieskiej Koalicji. Jeden z jej liderów Iwan Kostow podkreślił, że nie wyobraża sobie układu, w którym jego ugrupowanie będzie popierało rząd bez wzięcia na siebie odpowiedzialności za jego działania. Ponadto zaznaczył, że gabinet mniejszościowy w okresie kryzysu gospodarczego, oznaczać może dalsze umacnianie niestabilności politycznej w kraju i ryzyko powrotu do władzy socjalistów.
Po spotkaniu liderów partii prawicowych, 17 lipca, jedynie skrajna Ataka zadeklarowała przyjęcie memorandum i bezwarunkowe poparcie dla rządu mniejszościowego. Liderzy Niebieskiej Koalicji: Martin Dimitrow i Iwan Kostow, oraz Porządku, Prawa i Sprawiedliwości Jane Janew, zapowiedzieli, że przez pół roku będą wspierać gabinet Bojkowa, ale bez podpisu pod umową o politycznym partnerstwie.

## Wotum zaufania
27 lipca 2009 roku około godziny 12:00, po exposé wygłoszonym przez Bojka Borisowa i dwugodzinnej debacie, rząd otrzymał od Zgromadzenia Narodowego wotum zaufania. Za jego udzieleniem głosowało 162 deputowanych, przeciw opowiedziało się 77. Jedna osoba wstrzymała się od głosu. Większość bezwzględna konieczna do uzyskania wotum zaufania wynosiła 121 głosów. Poparcia Radzie Ministrów udzieliły kluby parlamentarne: Obywatele na rzecz Europejskiego Rozwoju Bułgarii, Ataka, Niebieska Koalicja oraz Porządek, Prawo i Sprawiedliwość. Przeciw były kluby Bułgarska Partia Socjalistyczna i Ruch na rzecz Praw i Wolności.

## Rząd: zmiany strukturalne i personalia
W porównaniu z rządem Staniszewa gabinet uformowany przez Borisowa składał się nie z osiemnastu resortów, ale z szesnastu. Zlikwidowane zostały ministerstwa: administracji i reformy administracyjnej, nagłych wypadków i sytuacji kryzysowych, ds. europejskich oraz stanowisko specjalnego wicepremiera zajmującego się rozdzielaniem środków unijnych. Liczba wicepremierów zaś została zmniejszona z czterech do dwu. Jednakże, zmiany strukturalne nie skończyły się na likwidacji ministerstw. Powołany został resort sportu (z Państwowej Agencji Sportu i Młodzieży), resort transportu przekształcono w ministerstwo transportu, komunikacji i technologii informatycznych, a do ministerstwa gospodarki i energetyki włączona została Agencja Turystyki i nowy urząd nosić będzie nazwę gospodarki, energetyki i turystyki. Ponadto Borisow utworzył stanowisko ministra bez teki, odpowiedzialnego za sprawy Bułgarów mieszkających poza granicami kraju. Zresztą wybór na ten urząd kontrowersyjnego historyka Bożidara Dimitrowa, dawnego współpracownika komunistycznych służb bezpieczeństwa, został skrytykowany przez wszystkie ugrupowania prawicowe zasiadające w parlamencie.
Gabinet Borisowa był pierwszym w historii demokratycznej Bułgarii (nie licząc tymczasowego rządu Sofijanskiego, w którym większość ministrów była bezpartyjna) złożonym z przedstawicieli tylko i wyłącznie jednej partii. Premier zaprosił do współrządzenia swoich bliskich współpracowników z sofijskiego ratusza: Cwetana Cwetanowa (sprawy wewnętrzne), Jordankę Fandykową (edukacja) oraz Aleksandyra Cwetkowa (transport), a także Margaritę Popową (sprawiedliwość), z którą współpracował, gdy była szefową Oddziału Sofijskiego Prokuratury Generalnej. Resorty finansów i obrony narodowej objęli byli pracownicy Banku Światowego, czyli Simeon Djankow i Nikołaj Mładenow, który zarazem był jednym z dwojga deputowanych GERB-u do Parlamentu Europejskiego, którzy otrzymali teki ministerialne; drugą byłą europosłanką jest Rumjana Żelewa (sprawy zagraniczne). Dostrzeżeni zostali także skuteczni działacze lokalni, których pozycja w partii wzrosła dzięki dobrym wynikom w regionach: Desisława Tanewa (rolnictwo), Totju Mładenow (praca), a później także Tomisław Donczew (minister bez teki).
Największe problemy miał Borisow ze znalezieniem odpowiednich kandydatów na stanowiska ministra zdrowia, energetyki i gospodarki; jeszcze dzień przed głosowaniem za wotum zaufania dla rządu w medialnych sondażach pojawiały się nazwiska generała Stojana Tonewa (zdrowie), Władimira Uruczewa (energetyka) oraz Bisera Boewa (gospodarka), jednak ostatecznie premier zdecydował się powołać na te urzędy chirurga Bożidara Nanewa oraz menedżera Trajczo Trajkowa (gospodarka i energetyka). Ponadto kilka godzin przed oficjalnym ogłoszeniem składu rządu z teki ministra rolnictwa zrezygnowała deputowana GERB-u Tanewa; w ostatniej chwili propozycję wejścia do gabinetu na to stanowisko zdecydował się przyjąć Mirosław Najdenow. Oprócz niego i Trajkowa w rządzie znaleźli się także trzej inni, niemający żadnego doświadczenia politycznego: światowej sławy rzeźbiarz Weżdi Raszidow (kultura), przedsiębiorca Rosen Plewneliew (rozwój regionalny) oraz Swilen Nejkow (sport), mąż i trener wioślarki Rumjany Nejkowej, złotej medalistki igrzysk olimpijskich w 2008.

## Skład rządu
| Urząd                                                              | Imię i nazwisko     | Zdjęcie | Partia | Okres urzędowania          |
| ------------------------------------------------------------------ | ------------------- | ------- | ------ | -------------------------- |
| Premier                                                            | Bojko Borisow       |         | GERB   | od 27.07.2009              |
|                                                                    |                     |         |        |                            |
| Wicepremierzy                                                      | Cwetan Cwetanow     |         | GERB   | od 27.07.2009              |
|                                                                    | Simeon Djankow      |         | GERB   | od 27.07.2009              |
| Minister Spraw Zagranicznych                                       | Nikołaj Mładenow    |         | GERB   | od 21.01.2010              |
|                                                                    | Rumjana Żelewa      |         | GERB   | 27.07.2009 – 20.01.2010    |
| Minister Spraw Wewnętrznych                                        | Cwetan Cwetanow     |         | GERB   | od 27.07.2009              |
| Minister Zdrowia                                                   | Desisława Atanasowa |         | GERB   | od 21.03.2012              |
|                                                                    | Stefan Konstantinow |         | bezp.  | 30.09.2010 – 21.03.2012    |
|                                                                    | Anna-Maria Borisowa |         | bezp.  | 21.04.2010 – 29.09.2010    |
|                                                                    | Bożidar Nanew       |         | GERB   | 27.07.2009 – 30.03.2010    |
| Minister Gospodarki, Energetyki i Turystyki                        | Delan Dobrew        |         | GERB   | od 21.03.2012              |
|                                                                    | Trajczo Trajkow     |         | GERB   | 27.07.2009 – 21.03.2012    |
| Minister Kultury                                                   | Weżdi Raszidow      |         | GERB   | od 27.07.2009              |
| Minister Pracy i Polityki Socjalnej                                | Totju Mładenow      |         | GERB   | od 27.07.2009              |
| Minister Transportu, Komunikacji i Technologii Informatycznych     | Iwajło Moskowski    |         | GERB   | od 19.05.2011              |
|                                                                    | Aleksandyr Cwetkow  |         | GERB   | 27.07.2009 – 19.05.2011    |
| Minister Rozwoju Regionalnego i Robót Publicznych                  | Lilana Pawłowa      |         | bezp.  | od 07.09.2011              |
|                                                                    | Rosen Plewneliew    |         | GERB   | od 27.07.2009 – 07.09.2011 |
| Minister Edukacji i Nauki                                          | Stefan Wodeniczarow |         |        | od 6.02.2013               |
|                                                                    | Sergej Ignatow      |         | GERB   | 19.11.2009 – 6.02.2013     |
|                                                                    | Jordanka Fandykowa  |         | GERB   | 27.07.2009 – 19.11.2009    |
| Minister Obrony Narodowej                                          | Anju Angełow        |         | GERB   | od 21.01.2010              |
|                                                                    | Nikołaj Mładenow    |         | GERB   | 27.07.2009 – 21.01.2010    |
| Minister Sprawiedliwości                                           | Diana Kowaczewa     |         | GERB   | od 30.11.2011              |
|                                                                    | Margarita Popowa    |         | GERB   | 27.07.2009 – 30.11.2011    |
| Minister Sportu i Młodzieży                                        | Swilen Nejkow       |         | GERB   | od 27.07.2009              |
| Minister Rolnictwa                                                 | Mirosław Najdenow   |         | GERB   | od 27.07.2009              |
| Minister Środowiska                                                | Nona Karadżowa      |         | GERB   | od 27.07.2009              |
| Minister Finansów                                                  | Simeon Djankow      |         | GERB   | od 27.07.2009              |
| Minister bez teki (ds. stosunków z Bułgarami poza granicami kraju) | Bożidar Dimitrow    |         | GERB   | 27.07.2009-4.02.2011       |
| Minister bez teki (ds. funduszy unijnych)                          | Tomisław Donczew    |         | GERB   | od 18.03.2010              |

## Zmiany w rządzie
| Data dymisji      | Nazwisko odchodzącego ministra | Okoliczności rezygnacji | Następca            |
| ----------------- | ------------------------------ | --- | ------------------- |
| 19 listopada 2009 | Jordanka Fandykowa             | Zwycięstwo minister edukacji w wyborach na burmistrza Sofii.                                                                                          | Sergiej Ignatow     |
| 27 stycznia 2010  | Rumjana Żelewa                 | Oskarżenia o ukrywanie majątku i powiązania z mafią wysuwane przy okazji jej kandydowania na Komisarza ds. Rozwoju i Pomocy Humanitarnej.             | Nikołaj Mładenow    |
| 27 stycznia 2010  | Nikołaj Mładenow               | Przejście do resortu spraw zagranicznych. | Anju Angełow        |
| 18 marca 2010     | –                              | Utworzenie nowego stanowiska ministra ds. funduszy unijnych.                                                                                          | Tomisław Donczew    |
| 30 marca 2010     | Bożidar Nanew                  | Oskarżenia o narażenie Skarbu Państwa na milionowe straty z powodu zakupu szczepionek na grypę A/H1N1 po zawyżonej cenie.                             | Anna-Maria Borisowa |
| 29 września 2010  | Anna-Maria Borisowa            | Publiczna krytyka planowanej przez nią reformy służby zdrowia.                                                                                        | Stefan Konstantinow |
| 4 lutego 2011     | Bożidar Dimitrow               | Rezygnacja po tym, jak rząd rozpoczął akcję usuwania ze stanowisk ambasadorów współpracujących ze służbami komunistycznymi.                           | brak                |
| 19 maja 2011      | Aleksandyr Cwetkow             | Oficjalnie przyczyny osobiste, jednak sugerowano, że w rzeczywistości dymisja jest wynikiem nieudolności w rozwiązaniu problemu spółki kolejowej BDZ. | Iwajło Moskowski    |
| 7 września 2011   | Rosen Plewneliew               | Rezygnacja po uzyskaniu nominacji na kandydata na prezydenta w wyborach prezydenckich w październiku 2011.                                            | Lilana Pawłowa      |
| 30 listopada 2011 | Margarita Popowa               | Rezygnacja po zwycięstwie Rosena Plewneliewa w wyborach prezydenckich; Popowa została przedstawiona jako kandydat na wiceprezydenta.                  | Diana Kowaczewa     |